# Aingoulaincourt
Aingoulaincourt település Franciaországban, Haute-Marne megyében. Lakosainak száma 11 fő (2022. január 1.). Aingoulaincourt Échenay, Montreuil-sur-Thonnance, Pansey és Sailly községekkel határos.

## Népesség
A település népességének változása:
| Lakosok száma | 20   | 17   | 17   | 12   | 14   | 13   | 13   | 13   | 13   | 11   |
|               | 1968 | 1982 | 1990 | 2006 | 2013 | 2015 | 2017 | 2019 | 2020 | 2022 |